# Lista de deputados estaduais do Espírito Santo da 14.ª legislatura
Esta é a lista de deputados estaduais do Espírito Santo para a legislatura 1999–2003. Estavam em jogo 30 cadeiras na Assembleia Legislativa do Espírito Santo.

## Composição das bancadas
| Partido | Líder                      | Bancada | Posição  |
| ------- | -------------------------- | ------- | -------- |
| PFL     | Tasso Andrade              | 6 / 30  | Governo  |
| PTB     | Max Mauro Filho            | 4 / 30  | Oposição |
| PPS     | Eval Galazi                | 4 / 30  | Oposição |
| PMDB    | Gumercindo Vinand          | 4 / 30  | Governo  |
| PSDB    | Sebastião Camilo de Araújo | 4 / 30  | Governo  |
| PSB     | Antônio Cavalheri          | 3 / 30  | Oposição |
| PDT     | Enivaldo dos Anjos         | 2 / 30  | Oposição |
| PPB     | Robson Mendes Neves        | 1 / 30  | Governo  |
| PT      | Cláudio Vereza             | 1 / 30  | Oposição |
| PMN     | Geraldo Araújo Martins     | 1 / 30  | Governo  |

## Deputados estaduais
| Número | Deputados estaduais eleitos | Partido | Votação | Percentual | Cidade onde nasceu      | Unidade federativa |
| 14000  | Max Mauro Filho             | PTB     | 38.610  | 3,01%      | Vila Velha              | Espírito Santo     |
| 25121  | José Carlos Gratz           | PFL     | 25.955  | 2,02%      | Ibiraçu                 | Espírito Santo     |
| 23456  | Gilson Gomes                | PPS     | 25.788  | 2,01%      | Afonso Cláudio          | Espírito Santo     |
| 12179  | Enivaldo dos Anjos          | PDT     | 20.910  | 1,63%      | Barra de São Francisco  | Espírito Santo     |
| 14222  | Juca Gama                   | PTB     | 19.725  | 1,54%      | São Mateus              | Espírito Santo     |
| 23000  | Eval Galazi                 | PPS     | 18.903  | 1,47%      | Itaguaçu                | Espírito Santo     |
| 15789  | Luiz Carlos Moreira         | PMDB    | 18.715  | 1,46%      | Baixo Guandu            | Espírito Santo     |
| 15311  | Sérgio Borges               | PMDB    | 18.070  | 1,41%      | Vitória                 | Espírito Santo     |
| 40400  | Antônio Cavalheri           | PSB     | 15.835  | 1,23%      | Cariacica               | Espírito Santo     |
| 25190  | Marcos Madureira            | PFL     | 15.149  | 1,18%      | Cachoeiro de Itapemirim | Espírito Santo     |
| 45333  | Jose Esmeraldo de Freitas   | PSDB    | 13.537  | 1,05%      | Cariacica               | Espírito Santo     |
| 11101  | José Ramos Furtado          | PPB     | 13.509  | 1,05%      | Alegre                  | Espírito Santo     |
| 23300  | Robson Mendes Neves         | PPS     | 13.378  | 1,04%      | Vila Velha              | Espírito Santo     |
| 45222  | Fátima Couzi                | PSDB    | 13.288  | 1,03%      | Guaçuí                  | Espírito Santo     |
| 25123  | Gilson Lopes Filho          | PFL     | 13.185  | 1,03%      | Vitória                 | Espírito Santo     |
| 14123  | Leonor Lube                 | PTB     | 12.906  | 1,00%      | Viana                   | Espírito Santo     |
| 12144  | Paulo Loureiro              | PDT     | 12.578  | 0,98%      | Vila Velha              | Espírito Santo     |
| 45444  | Marcos Duarte Gazzani       | PSDB    | 12.338  | 0,96%      | Itapemirim              | Espírito Santo     |
| 40111  | Wilson Luiz Venturim        | PSB     | 12.119  | 0,94%      | São Gabriel da Palha    | Espírito Santo     |
| 45999  | Sebastião Camilo de Araújo  | PSDB    | 11.760  | 0,92%      | Recreio                 | Minas Gerais       |
| 23100  | José Alves Neto             | PPS     | 11.594  | 0,90%      | Blumenau                | Santa Catarina     |
| 25105  | Tasso Andrade               | PFL     | 11.477  | 0,89%      | João Pessoa             | Paraíba            |
| 14414  | Avílio Machado da Silva     | PTB     | 11.459  | 0,89%      | Cachoeiro de Itapemirim | Espírito Santo     |
| 40100  | Luiz Pereira do Nascimento  | PSB     | 11.364  | 0,88%      | Colatina                | Espírito Santo     |
| 15615  | Gumercindo Vinand           | PMDB    | 11.343  | 0,88%      | Guaçuí                  | Espírito Santo     |
| 25101  | Mateus Vasconcelos          | PFL     | 10.959  | 0,85%      | Conceição da Barra      | Espírito Santo     |
| 25122  | Benedito Enéas Muqui        | PFL     | 10.900  | 0,85%      | Cachoeiro de Itapemirim | Espírito Santo     |
| 15611  | Gilberto Furieri            | PMDB    | 10.764  | 0,84%      | Ibiraçu                 | Espírito Santo     |
| 13456  | Cláudio Vereza              | PT      | 8.371   | 0,65%      | Aimorés                 | Minas Gerais       |
| 33133  | Geraldo Araújo Martins      | PMN     | 4.558   | 0,36%      | Baixo Guandu            | Espírito Santo     |